# Nobuko Fukuda
Nobuko Fukuda (jap. 福田修子 Fukuda Nobuko; ur. 29 lipca 1980 w Ōwani) – japońska biegaczka narciarska.

## Osiągnięcia

### Igrzyska olimpijskie
| Miejsce | Dzień     | Rok  | Miejscowość    | Konkurencja                     | Czas biegu | Strata  | Zwycięzca         |
| ------- | --------- | ---- | -------------- | ------------------------------- | ---------- | ------- | ----------------- |
| dnf     | 9 lutego  | 2002 | Salt Lake City | 15 km st. dowolnym              | 39:54,4    | -       | Stefania Belmondo |
| 39.     | 19 lutego | 2002 | Salt Lake City | Sprint 1,5 km st. dowolnym      | -          | -       | Julija Czepałowa  |
| 10.     | 21 lutego | 2002 | Salt Lake City | Sztafeta 4 × 5 km               | 49:30,6    | +2:05,1 | Niemcy            |
| 8.      | 14 lutego | 2006 | Turyn          | Sprint drużynowy st. klasycznym | -          | -       | Szwecja           |
| 12.     | 18 lutego | 2006 | Turyn          | Sztafeta 4 × 5 km               | 54:47,7    | +2:10,1 | Rosja             |
| 24.     | 22 lutego | 2006 | Turyn          | Sprint 1,1 km st. dowolnym      | -          | -       | Chandra Crawford  |
| 51.     | 15 lutego | 2010 | Vancouver      | 10 km st. dowolnym              | 24:58,4    | +2:49,3 | Charlotte Kalla   |
| 12.     | 22 lutego | 2010 | Vancouver      | Sprint drużynowy st. dowolnym   | -          | -       | Niemcy            |
| 8.      | 25 lutego | 2010 | Vancouver      | Sztafeta 4 × 5 km               | 55:19,5    | +2:20,9 | Norwegia          |

### Puchar Świata

#### Miejsca w klasyfikacji generalnej
- 2002/2003 – 95.
- 2003/2004 – 94.
- 2004/2005 – 59.
- 2005/2006 – 63.
- 2006/2007 – 72.
- 2007/2008 – 56.
- 2008/2009 – 87.

#### Miejsca na podium
Zawodniczka nie stała na podium ani razu.